# مک‌رابرتسون مایلر ایرلاینز
مک‌رابرتسون مایلر ایرلاینز (به انگلیسی: MacRobertson Miller Airlines) یک شرکت هواپیمایی با کد یاتا MV است که در تاریخ ۱۹۲۷ میلادی تأسیس شده است. دفتر مرکزی مک‌رابرتسون مایلر ایرلاینز در پرت، استرالیا واقع شده‌است .